# Camp de réfugiés de Baqa'a
 (décembre 2017).
Si vous disposez d'ouvrages ou d'articles de référence ou si vous connaissez des sites web de qualité traitant du thème abordé ici, merci de compléter l'article en donnant les références utiles à sa vérifiabilité et en les liant à la section « Notes et références ».

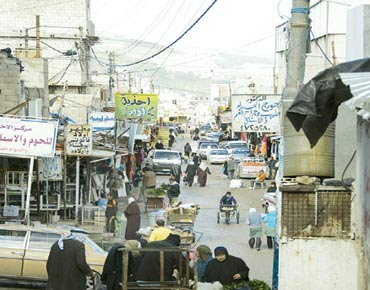
Le camp de réfugiés.

Le camp de réfugiés de Baqa'a (en arabe : البقعة), créé en 1968, se trouve à 20 km au nord de la capitale Jordanienne: Amman, et est le foyer de près de 100 000 Palestiniens réfugiés qui sont enregistrés auprès de l'Organisation des Nations unies. C'est le plus grand camp de réfugiés en Jordanie, suivi par le camp de réfugiés de Zaatari.

## Histoire

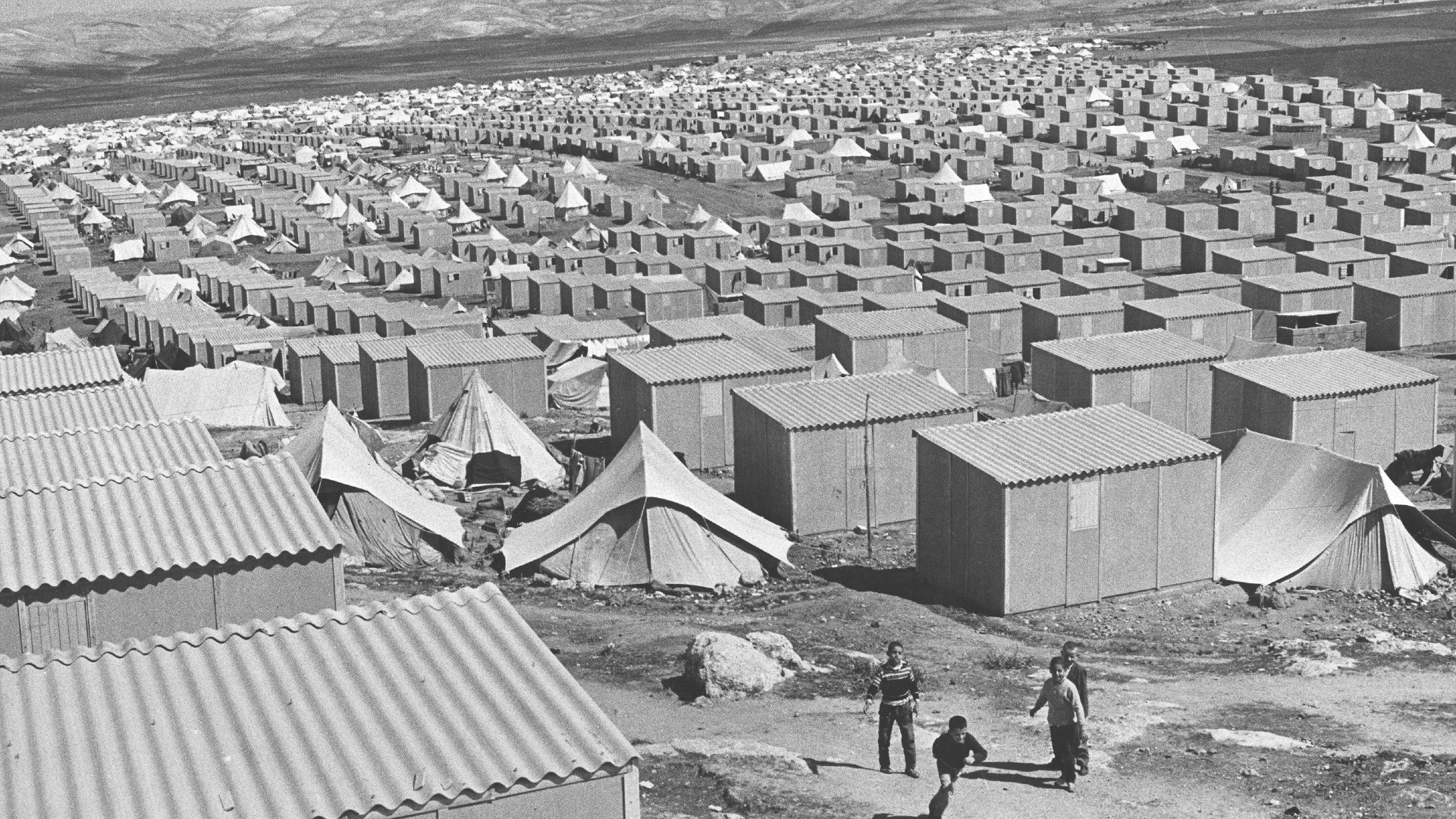
Les abris construits par l'UNRWA pour les réfugiés en 1969.

Baqa a été l'un des six camps "d'urgence" mis en place en Jordanie, en 1968, pour accueillir les Palestiniens qui ont quitté la cisjordanie et de la Bande de Gaza lors de la guerre Israélo Arabe de 1967. Entre juin 1967 et février 1968, les résidents ont été logés dans des camps temporaires dans la vallée du Jourdain. Lors de Baqa a été fondé il y avait 5 000 tentes pour 26 000 réfugiés sur une superficie de l'ordre de 1,4 km2. L'UNRWA a remplacé les tentes avec 8,048 abris préfabriqués entre 1969-1971, avec des contributions de l'Allemagne. La plupart des résidents ont depuis remplacé les tentes et les abris préfabriqués par des abris de béton.

## Installations

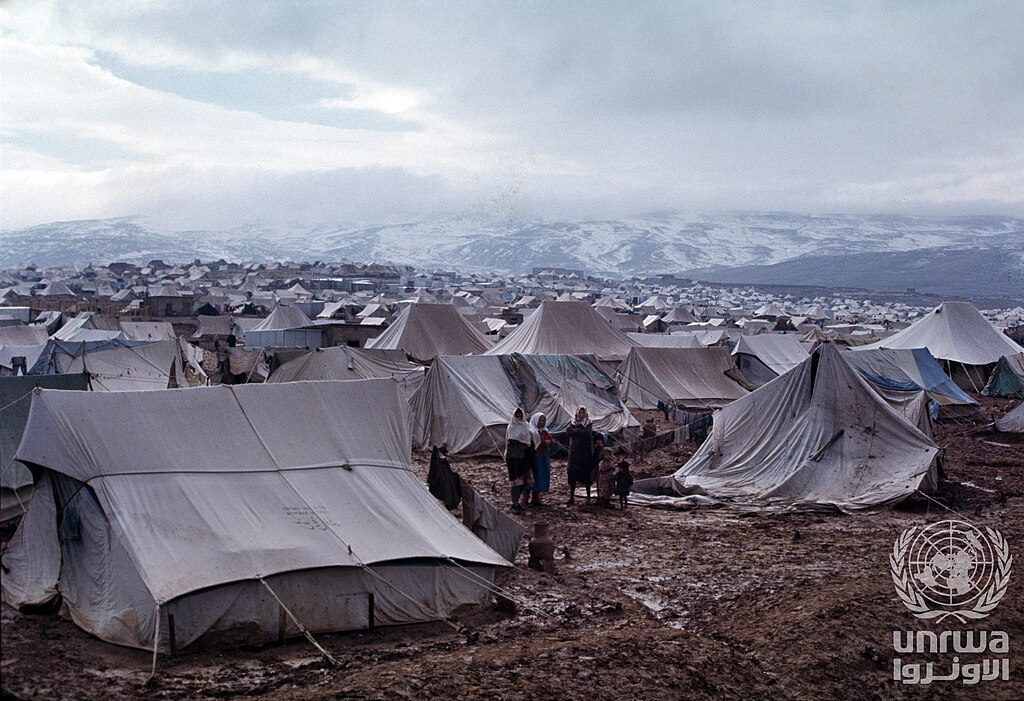
L'hiver 1967 au camp de Baqa'a.

Au cours de la période scolaire de 2003-2004, les 16 écoles dans le camp ont inscrit 16 718 étudiants, et ont pu payer 493 membres du personnel d'enseignement, chaque école s'exécute sur un double roulement dans huit bâtiments de l'école. L'ONU s'occupe également d'une clinique générale et deux cliniques de santé maternelle et infantile qui, conjointement, traiter autour de 1 200 patients chaque jour, et qui sont dotés de 12 médecins, deux dentistes et de 57 infirmières et assistants ; il y a aussi une école maternelle et une infirmerie financée par l'UNRWA. Le programme de deux femmes fournissent des cours de couture, de coiffure, d'ordinateur, d'Internet, d'exercice, d'anglais, de consultation juridique et d'artisanat. Il y a aussi deux clubs de sports et 17 organismes de charité travaillant dans le camp.
Le camp abrite un marché, appelé Souk Al-Hal-lal, où les résidents peuvent gagner de l'argent en vendant leurs marchandises ou de la nourriture, et plusieurs gagne leur vie en voyageant en bus le matin à Amman, où ils travaillent comme membre du personnel de nettoyage ou d'entretien personnel.